# Kansler (ämbetsman)
Kansler (latin cancellarius, tyska Kanzler, franska chancelier, engelska chancellor; plural kanslerer, som på svenska uttalas och tidigare stavades kanslärer med betoning på stavelsen –lär–, jämför doktor – doktorer) är innehavaren av ett ämbete av högre eller lägre rang.
Namnet går tillbaka till den senromerska tiden, då cancellarius betecknade en tjänsteman närmast hos högre provinsämbetsmän, vilken stod vid skranket (cancelli) och mottog muntliga eller skriftliga framställningar samt överbragte dem till sin chef. I den äldre medeltidens germanriken omtalas cancellarii bland kungarnas medhjälpare för expeditionen av brev och aktstycken, och småningom började titeln användas för chefen för denna expedition, kansliet. Även världsliga och andliga stormän kunde på liknande sätt ha kanslerer, som ombesörjde deras brevväxling. Kanslererna blev genom sin uppgift att handlägga ut- och ingående skrivelser också självskrivna rådgivare hos sina herrar och hörde ofta till deras främsta män. Furstarnas kanslerer var tidigt fasta ämbetsmän, och så småningom blev deras ämbeten ett slags stats- eller riksinstitutioner, mer eller mindre skilda från furstens person. En sådan rikskansler, ärkekansler (latin archicancellarius, tyska Erzkanzler) eller dylikt förekommer exempelvis i Tyskland, i Frankrike och i England. Till kanslerer togs länge överallt män inom kyrkan, på grund av att sådana ensamma besatt den bildning, som ämbetet krävde, hos betydande furstar ofta biskopar, och när ämbetet övergick till riksinstitution, inträffade i vissa länder, att det bands vid någon bestämd kyrklig värdighet. Så blev i Tyskland ärkebiskopen av Mainz som sådan rikskansler för tyska riket. I sådana fall kunde fursten anställa en särskild kansler hos sig vid hovet (i Tyskland: Hofkanzler), och på så sätt blev ämbetet, i likhet med andra höga medeltida poster, dubblerat: dels ett feodaliserat riksämbete, dels en tjänstepost i furstens omgivning. Den senare blev småningom den faktiskt verksamme. I nyare tid har kanslerämbetena undergått många jämkningar och försvunnit för moderna ministerposter; dock finns ännu i England en lordkansler (lord chancellor) och en kansler för hertigdömet Lancaster. I det tyska riket var rikskanslern (Reichskanzler) kejsarens främste rådgivare med synnerligen omfattande uppgifter. I Österrike (från 1918) och i Förbundsrepubliken Tyskland (från 1949) är förbundskansler (Bundeskanzler) benämning på regeringschefen.